# Targowisko próżności (serial telewizyjny 2018)
Targowisko próżności – brytyjski miniserial wyprodukowany  przez Mammoth Screen, który jest koprodukcją ITV oraz Amazon Studios. Serial jest luźną adaptacją powieści pod tym samym tytułem autorstwa Williama Makepeace’a Thackeraya. Był emitowany od 2 września 2018 roku przez ITV, w Polsce zaś przez HBO.
Serial opowiada o Becky Sharp, która pragnie życia w śmietance towarzyskiej. Dziewczyna zrobi wszystko, aby wydostać się z biedy.

## Obsada

### Główna
- Olivia Cooke – Becky Sharp[2]
- Johnny Flynn – William Dobbin[3]
- Claudia Jessie – Amelia Sedley[3]
- Simon Russell Beale – pan Sedley[3]
- Martin Clunes – Sir Pitt Crawley[3]
- Frances de la Tour – panna Matilda Crawley[3]
- David Fynn – Jos Sedley[3]
- Anthony Head – lord Steyne[3]
- Suranne Jones – panna Pinkerton[3]
- Charlie Rowe – George Osborne[3]
- Bernardo Santos – żołnierz[3]
- Claire Skinner – pani Sedley[3]
- Tom Bateman – Rawdon Crawley[3]
- Michael Palin – William Makepeace Thackery[3]
- Mathew Baynton - Bute Crawley[3]

### Role drugoplanowe
- Sian Clifford – Martha Crawley
- Robert Pugh – pan Osborne
- Toby Williams – Hicks
- Lauren Crace – Betsy Horrocks
- Patrick FitzSymons – major Michael O'Dowd
- Johnny Kinch – Bailiff
- Maggie Daniels – pani Raggles
- Philip Labey – Trotter the footman
- Jack Loxton – Ensign Stubbs

## Odcinki
| Nr | Tytuł                                      | Reżyseria    | Scenariusz     | Premiera w ITV      | Premiera w HBO       |
| -- | ------------------------------------------ | ------------ | -------------- | ------------------- | -------------------- |
| 1  | Miss Sharp In The Presence Of The Enemy    | James Strong | Gwyneth Hughes | 2 września 2018     | 4 września 2018      |
| 2  | Miss Sharp Begins To Make Friends          | James Strong | Gwyneth Hughes | 3 września 2018     | 11 września 2018     |
| 3  | A Quarrel about an Heiress                 | James Strong | Gwyneth Hughes | 9 września 2018     | 18 września 2018     |
| 4  | In Which Becky Joins Her Regiment          | James Strong | Gwyneth Hughes | 16 września 2018    | 25 września 2018     |
| 5  | In Which Battles Are Won and Lost          | James Strong | Gwyneth Hughes | 23 września 2018    | 2 października 2018  |
| 6  | In Which a Painter's Daughter Meets a King | James Strong | Gwyneth Hughes | 30 września 2018    | 9 października 2018  |
| 7  | Endings and Beginnings                     | James Strong | Gwyneth Hughes | 7 października 2018 | 16 października 2018 |

## Produkcja
Pod koniec czerwca 2017 roku  ITV  oraz Amazon Studios zamówiły miniserial, w którym główną rolę zagrała Olivia Cooke.
We wrześniu 2017 roku ogłoszono obsadę, do której dołączyli: Johnny Flynn, Claudia Jessie, Simon Russell Beale, Martin Clunes, Frances de la Tour, David Fynn, Anthony Head, Suranne Jones, Charlie Rowe, Claire Skinner, Tom Bateman, Michael Palin